# محمد رفيق طرار
محمد رفيق طرار (2 نوفمبر 1929 - 7 مارس 2022)، هو قاضي وسياسي باكستاني، كان ناشط في حركة باكستان. شغل منصب رئيس باكستان خلال الفترة من يناير من عام 1998 وحتى يونيو من عام 2001.

## وفاته
توفي يوم الاثنين 7 مارس 2022، عن عمر ناهز 92 عاما، ونقلت شبكة «جيو نيوز» الباكستانية الإخبارية عن مصادر من أسرة الرئيس الراحل، إنه كان يعاني منذ فترة طويلة من مشاكل صحية.